# Thokoza
Thokoza (isiZulu; gelegentlich auch Tokoza; deutsch etwa „Dankbarkeit“) ist ein administrativer Bestandteil der Metropolgemeinde Ekurhuleni in der südafrikanischen Provinz Gauteng.

## Geographie
2011 hatte Thokoza 105.827 Einwohner. Der Stadtteil liegt südlich von Alberton. Das Township Katlehong liegt unmittelbar östlich, Vosloorus östlich von Katlehong. 

## Bevölkerung
2011 gaben 40 % der Bewohner isiZulu, 22 % Sesotho und 18 % isiXhosa als erste Sprache an. 46 % der Bevölkerung sind unter 18 Jahre alt. Fast die Hälfte der Jugendlichen ist arbeitslos. Nach einer 2009 veröffentlichten Studie des Centre for Sociological Research der University of Johannesburg gehört Thokoza mit drei anderen Städten zu den südafrikanischen Orten mit den schlechtesten öffentlichen Dienstleistungen. Viele Einwohner leben wie zur Zeit der Apartheid in Wohnheimen, hostels genannt.

## Geschichte
Ein Teil des Geländes gehörte zu dem ehemaligen Flughafen Palmietfontein Airport, der bis in die frühen 1950er Jahre betrieben wurde, bevor er durch den Jan Smuts Airport abgelöst wurde. Am 3. Mai 1952 landete dort zum weltweit ersten Mal ein Düsenflugzeug, das im Linienverkehr eingesetzt wurde. 1959 wurden erstmals Schwarze aus dem Albertoner Stadtteil Elandsfontein im späteren Thokoza angesiedelt. In den 1960er Jahren lebten dort rund 24.000 Menschen. Elandsfontein wurde 1971 zum Stadtteil Verwoerdburg, der nur von Weißen bewohnt werden durfte.
1991 wurde der Lokalpolitiker Sam Ntuli (African National Congress, ANC) erschossen. Bei seiner Beerdigung töteten Anhänger der Inkatha Freedom Party (IFP) zahlreiche Trauergäste. Die Polizei wurde beschuldigt, die IFP-Anhänger unterstützt zu haben. Damit war der Friedensprozess zwischen der südafrikanischen Regierung und oppositionellen Gruppen zeitweise gefährdet.
Von Mai 1993 bis Januar 1994 gab es hier, in Katlehong und Vosloorus bei erneuten bürgerkriegsartigen Unruhen zwischen Anhängern von ANC und IFP 1800 Tote. Am 18. April 1994 wurde der Cheffotograf der Zeitung The Star und Mitglied des Bang-Bang Clubs, Ken Oosterbroek, in Thokoza erschossen, sein Kollege Greg Marinovich wurde schwer verletzt. Insgesamt forderten die Unruhen von Anfang der 1990er Jahre in Thokoza rund 3000 Tote. Seit 2000 ist Thokoza Teil der Metropolgemeinde Ekurhuleni.

## Verkehr
Die National Route 59 führt westlich an Thokoza vorbei. Die Metrorail Gauteng bedient im Nahverkehr auf der Strecke Germiston–Vereeniging die Stationen Mpilisweni und Angus, die am Westrand Thokozas liegen.